# Mózes Anita
Mózes Anita (Gyula, 1985. december 7. –) magyar színésznő.

## Életpályája
1995–2000 között a Békéscsabai Színistúdió tagja. 2000-től 2004-ig a debreceni Ady Endre Gimnázium dráma tagozatos tanulója. 2004–2005 között az Új Színház Stúdiójában tanult, majd 2005-től 2009-ig a Színház- és Filmművészeti Egyetem operett-musical szakos hallgatója lett, Huszti Péter és Kerényi Imre osztályában. 
2009-től a Győri Nemzeti Színház tagja.

## Filmjei
- Bunkerember (magyar játékfilm, 2009)

## Fontosabb színházi szerepei

### Győri Nemzeti Színház
- Georges Feydeau: A hülyéje – Armandine
- William Shakespeare: Szentivánéji álom – Titánia
- Jeffrey Lane – David Yasbek: A riviéra vadorzói – Christine Colgate
- Kszel Attila: Tűzön-vízen át ...Rebus / Hrúz Mária / Királykisasszony
- Ray Cooney: Pénz az égből ...Betty Johnson
- August Strindberg: Az erősebb
- Moliéreː A képzelt beteg – Toinette, szolgáló Arganéknál
- Tolsztoj – Zalán Tibor: Aranykulcsocska – Alissa róka, a kifőzde szakácsnéja
- Olt Tamás: Minden jegy elkelt – Fiatal Téglássy Emmy
- Carlo Goldoni: Mirandolina – Mirandolina, a fogadósnő
- Ken Ludwig: A hőstenor – Maria, a felesége
- Agatha Christie: Váratlan vendég – Laura Warwick
- Sylvester Lévay – Michael Kunze: Elisabeth – Zsófia főhercegnő
- Tasnádi István: Szibériai csárdás – Mizzi Günther, primadonna
- Carlo Goldoni: Két úr szolgája – Beatrice, torinói hölgy, férfiruhában
- Szörényi Levente – Bródy János: István, a király – Gizella
- Presser-Sztevanovity-Horváth: A padlás – Kölyök
- Ken Ludwig: Primadonnák – Meggie (Margaret)
- Heltai Jenő: A tündérlaki lányok- Olga
- Fenyő Miklós – Egressy Zoltán: Aréna – Mancika, szőke lány, eladó a Gólya áruházban
- Bolba-Szente-Galambos: Csoportterápia – Natasa
- Georges Feydeau: Bolha a fülbe – Raymonde Chandebise
- Ábrahám – Löhner-Beda – Grünwald: Bál a Savoyban – Daisy Parker
- Egressy Zoltán: Édes életek – Luca
- Osztrovszkij: Farkasok és bárányok – Jevlampija Nyikolajevna Kupavina
- Rodgers-Hammerstein: A muzsika hangja – Elsa Schraeder
- Scarnacci-Tarabusi: Kaviár és lencse – Fiorella
- Petőfi Sándor: A helység kalapácsa – Szemérmetes Erzsók
- Rice-Webber: Jézus Krisztus szupersztár – Mária Magdolna
- Bakonyi-Szirmai-Gábor: Mágnás Miska – Marcsa mosogatólány
- Andersson-Ulvaeus-Rice: Sakk – Svetlana Sergievsky
- Márton Gyula: Csinibaba – Olga, lófarkas naiva
- Dan Goggin: Apácák – Mária Amnézia nővé
- Hétre ma várom a Győri Nemzetinél – Operettmánia
- Fenyő-Tasnádi: Aranycsapat – Winkler Mari
- Neil Simon: Pletyka – Claire Ganz
- Jonathan Larson: Rent – Maureen
- Vörösmarty Mihály: Csongor és Tünde – Ilma
- Kander-Ebb-Masteroff: Kabaré – Sally Bowles
- Kálmán-Stein-Jenbach: Csárdáskirálynő – Stázi bárónő

#### Bánfalvy Stúdió
- Grease – musical: Marty

#### Színház- és Filmművészeti Egyetem
- Bella-Galambos: Lady Domina – Szervina
- Eisemann-Baróti-Dalos: Bástyasétány 77 – Török Anna
- Mrozek: Özvegyek – Pincér
- Webber-Rice: József és a színes szélesvásznú álomkabát – Narrátor

## Díjai és kitüntetései
- 2009. Polgár ösztöndíj
- 2010. TEVA Ösztöndíj
- 2010. Kisfaludy Ösztöndíj
- 2013. Kisfaludy-díj
- 2014. Kisfaludy-díj
- 2015. TAPS-díj